# Porta d'Oro (Vladimir)
La Porta d'Oro (in russo Золотые ворота?) è uno dei più importanti monumenti della città di Vladimir, in Russia. È una delle poche porte cittadine della Russia medievale ancora in piedi. Dal 1992 fa parte della lista dei patrimoni dell'umanità UNESCO insieme agli altri edifici conosciuti con il nome di "monumenti bianchi di Vladimir e Suzdal'".

## Storia e descrizione
Strutture definite con l'appellativo di "Porta d'Oro", precedenti a quella di Vladimir, furono costruite nelle città sacre dell'ortodossia, Gerusalemme, Costantinopoli e Kiev. Nel momento in cui anche Vladimir si apprestò a divenire una prestigiosa capitale, il principe Andrea Bogoljubskij si ispirò a tali edifici. La porta fu costruita in pietra calcarea e rivestita con placche d'oro. Secondo le antiche Cronache Russe, a svolgere i lavori di costruzione furono dei muratori inviati da Federico Barbarossa. L'arco è alto 15 metri e sormontato da una piccola chiesa dedicata alla Deposizione della Veste della Theotókos, patrona della città.
Il monumento è sopravvissuto all'assedio mongolo che distrusse gran parte della città nel 1237. Nel 1469 fu realizzato un primo intervento di restauro, ad opera dell'architetto Vasilij Ermolin. Nel 1778 un grave incendio danneggiò fortemente la struttura. L'anno seguente l'imperatrice Caterina II ordinò di elaborare un piano di restauro del monumento. Nel 1795 furono costruite due torri dalla forma rotonda ai lati della porta, al fine di rafforzarne la struttura. Fu ricostruita anche la chiesa.
All'interno della porta sorge un museo storico dedicato all'invasione mongola della Russia del XIII secolo.

## Galleria d'immagini

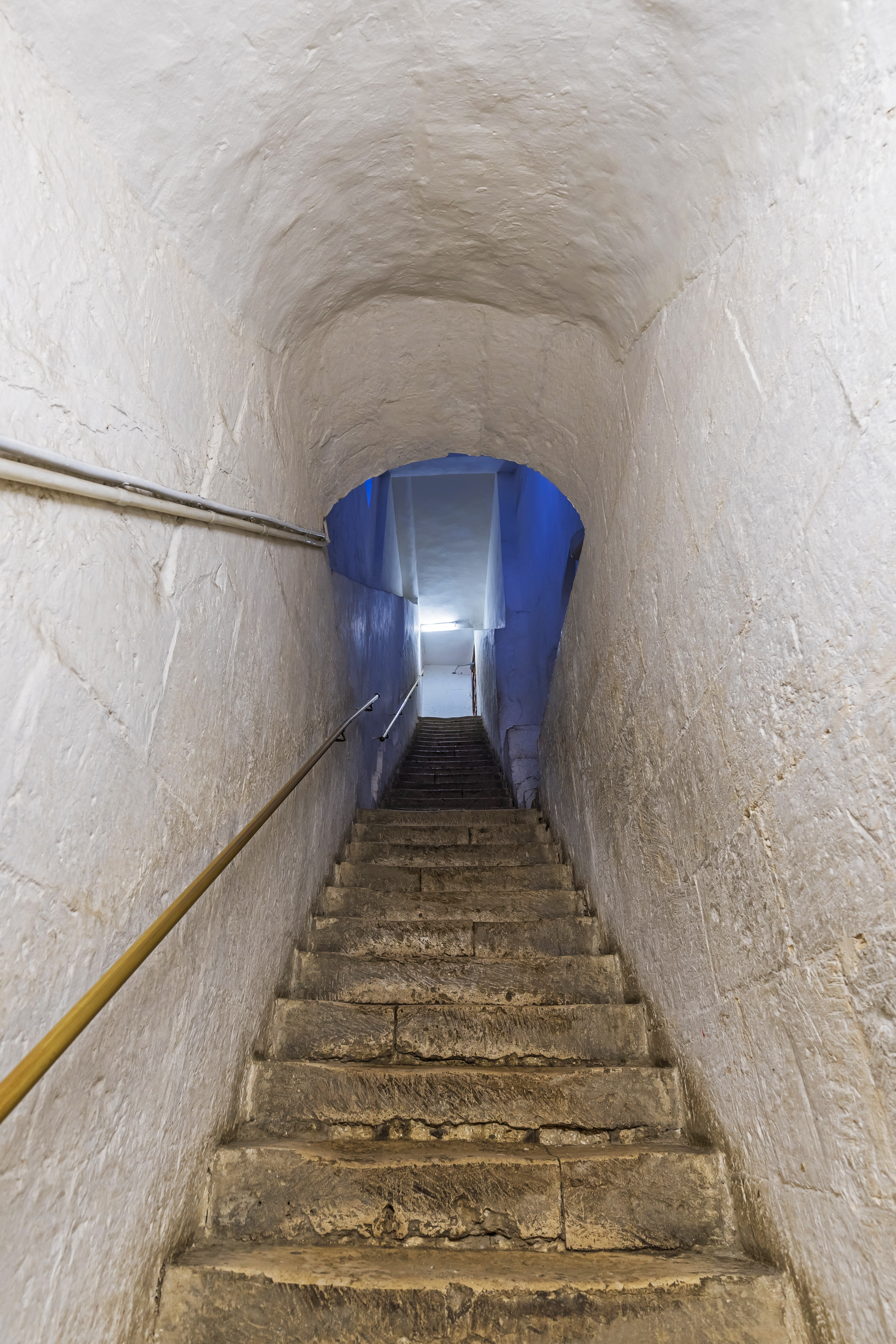
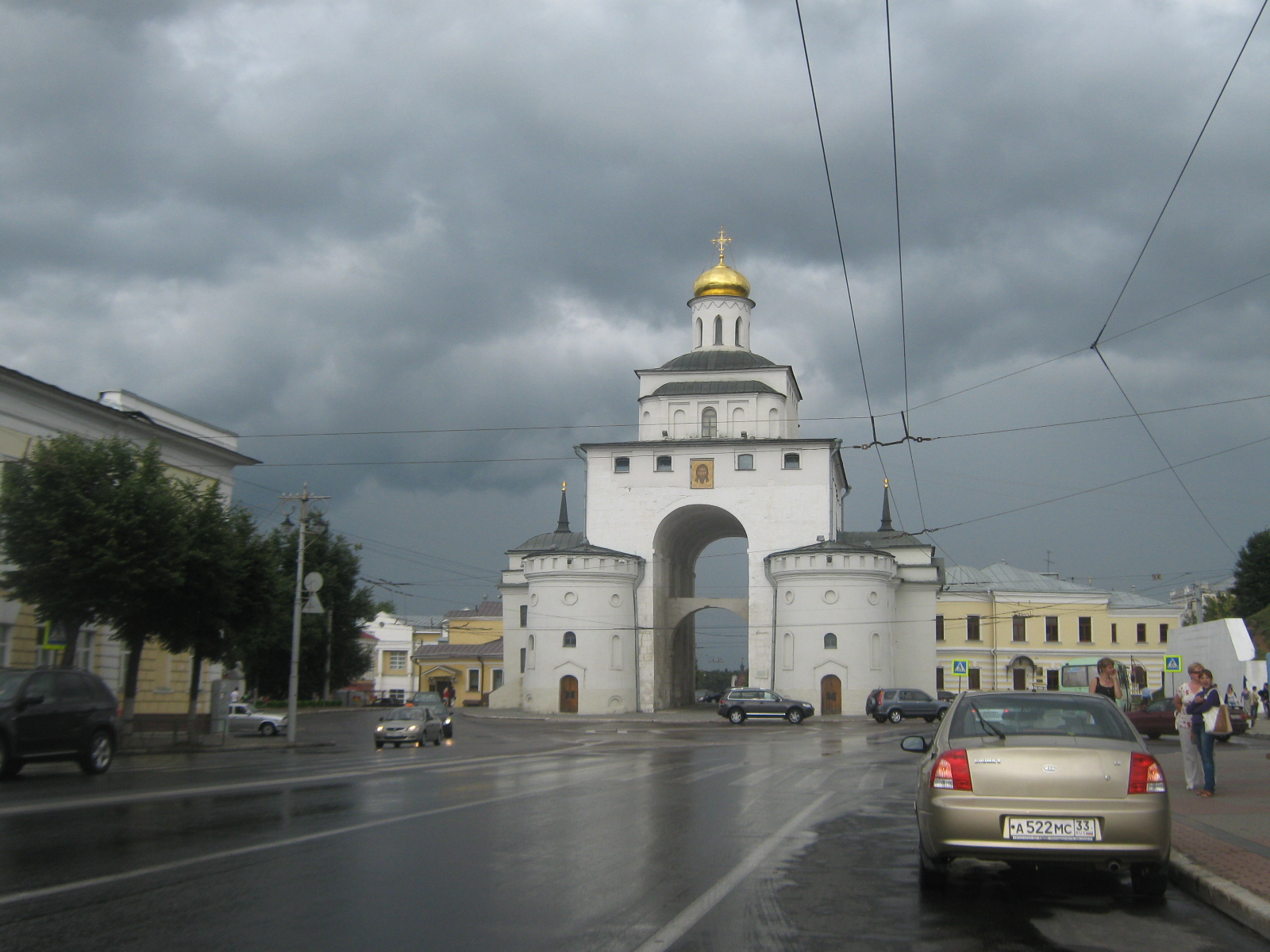
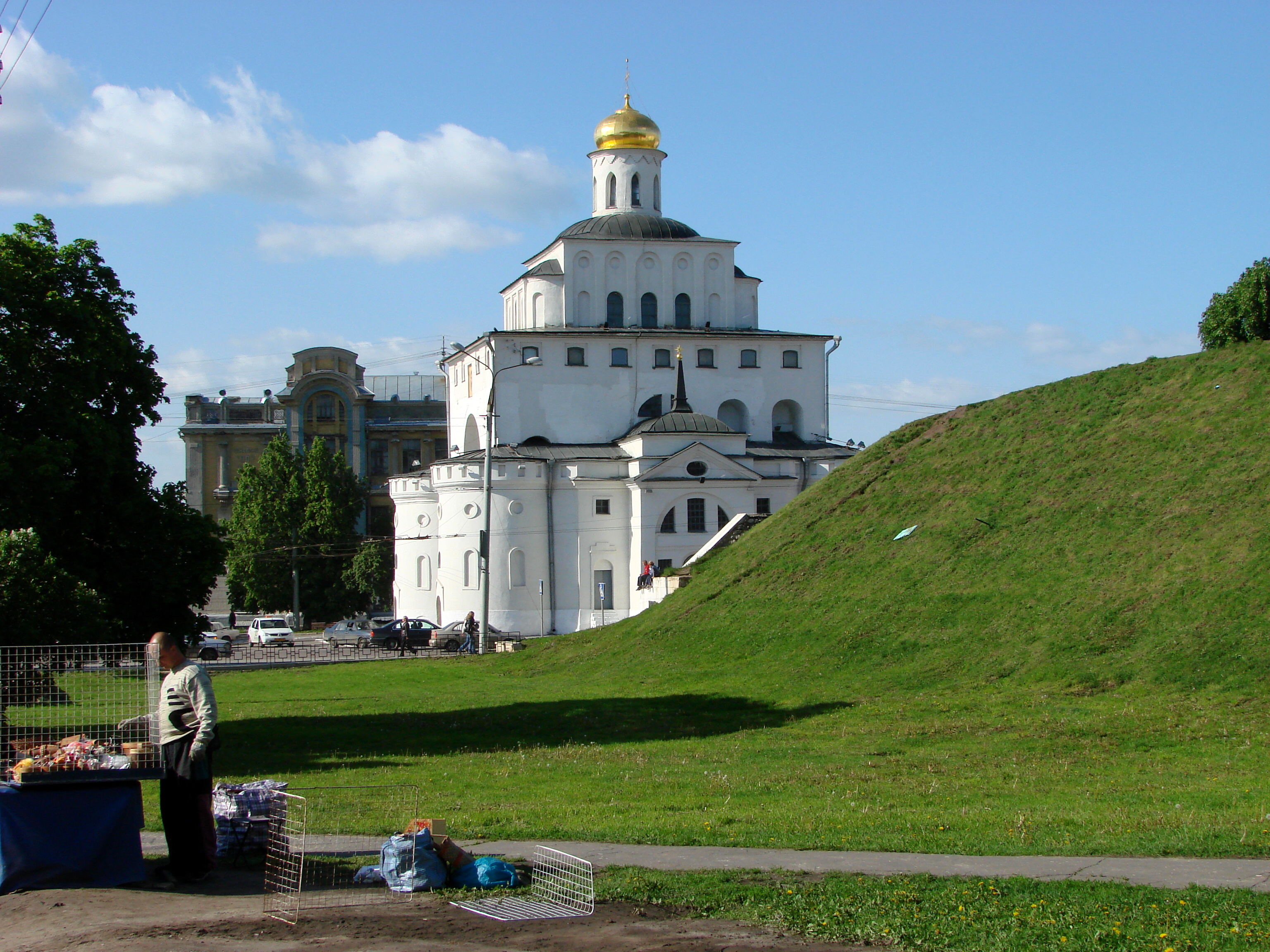